# Magnolia sororum
Magnolia sororum este o specie de plante din genul Magnolia, familia Magnoliaceae, descrisă de Seibert.

## Subspecii
Această specie cuprinde următoarele subspecii:
- M. s. lutea
- M. s. sororum